# Easter Open
De Easter Open is een jaarlijks vriendschappelijk internationaal jeugdvoetbaltoernooi dat in het paasweekend wordt gespeeld in Noord-Oost Brabant en Noord-Limburg. 
De wedstrijden worden gespeeld op zo'n 16 sportparken van verschillende voetbalverenigingen in de regio. Deze verenigingen stellen tijdens het paasweekend velden beschikbaar aan Tiny van Gemert Sports (Organisator Easter Open) en leveren zelf een grote bijdrage aan het goed verloop van het toernooi. De deelnemers zijn jongens en meisjes in de leeftijd van onder de 7 tot 19 jaar. Zij worden gedurende het toernooi gehuisvest in hotels, scholen en vakantiebungalows in de regio.
Het toernooi wordt jaarlijks georganiseerd door Tiny van Gemert Sports. Deelnemers aan het Easter Open-toernooi komen uit verschillende landen. Er komen teams uit Amerika, Denemarken, Engeland, Rusland, Mexico, Spanje, Duitsland, Japan, Verenigde Arabische Emiraten, Colombia en andere landen naar dit toernooi. In totaal zijn er zo'n 8000 mensen in de weer tijdens het paasweekend. 
De Easter Open werd voor het eerst georganiseerd in 2001. In dat jaar deden 24 teams mee van in totaal 12 verenigingen. In 2015 deden er 480 teams mee.
Sinds 2013 is het Easter Open jeugdvoetbaltoernooi ook verbonden aan Stichting Vrienden Easter Open. Deze stichting ondersteunt het toernooi en stelt ieder jaar een maatschappelijke doelstelling. Deze doelstelling wordt jaarlijks gecommuniceerd aan alle deelnemers van het toernooi.

## Deelnemende verenigingen (Sportparken)
- VIOS'38 (Beugen)
- JVC Cuijk (Cuijk)
- Vitesse '08 (Gennep)
- Hapse Boys (Haps)
- Menos (Landhorst)
- SES Langenboom (Langenboom)
- Juliana Mill (Mill)
- RKSV Odiliapeel (Odiliapeel)
- vv De Zwaluw (Oeffelt)
- VV Excellent (Oploo)
- Toxandria (Rijkevoort)
- DWSH'18 (Sint Hubert)
- SVS (Stevensbeek)
- RKSV Volkel (Volkel)
- WVV Constantia (Wanroij)
- DWSH'18 (Wilbertoord)
- VV Heijen (Heijen)